# Carolyn Watkinson
Carolyn Watkinson (Preston, 19 de març de 1949) és una mezzosoprano anglesa especialitzada en el repertori de música barroca. La seva veu es caracteritza alternativament com a mezzosoprano i com a contralt.
Watkinson va estudiar al Royal Manchester College of Music i a La Haia. El 1978 va cantar l'Hippolyte et Aricie de Rameau a l'English Bach Festival de la Royal Opera House al Covent Garden de Londres. El 1979 va interpretar Neró a L'incoronazione di Poppea de Monteverdi, a Amsterdam; també el 1979 es va presentar com a solista contralt en la històrica gravació del Messies de Handel de Christopher Hogwood amb l'Academy of Ancient Music.
L'any 1981 Watkinson va fer el seu debut a La Scala com a Ariodante a l'Ariodante de Haendel i va cantar també la Rosina d'Il barbiere di Siviglia de Rossini a Stuttgart. Va aparèixer a l'Orfeo de Gluck i debutà a Glyndebourne com a Cherubino (a Le Nozze di Figaro) l'any 1984.